# Rayon Sports
Der Rayon Sports Football Club ist ein ruandischer Fußballverein aus Nyanza. Zwischen 1986 und 2012 war der Verein in Kigali beheimatet. Mit acht nationalen Meistertiteln gehört der Verein zu den Erfolgreichsten seines Landes.

## Geschichte und Hintergrund
Rayon Sports gründete sich 1968 und spielte alsbald in der höchsten ruandischen Liga. Die erste dokumentierte Meisterschaft gewann der Verein 1975, 1981 folgte der zweite Titel. Parallel war die Mannschaft zudem im nationalen Pokalwettbewerb erfolgreich.
Nachdem in den 1980er Jahren zunächst der Hauptstadtklub Panthères Noires die Meisterschaft dominiert hatte, trat ab Beginn der 1990er Jahre der APR FC an dessen Stelle. Lediglich vereinzelt konnte der in die Hauptstadt umgezogenen Rayon Sports die Vorherrschaft durchbrechen, wovon vereinzelte Pokalsiege in den 1980er und 1990er Jahren sowie die unter Trainer Raoul Shungu errungenen Meisterschaftsgewinne 1997, 1998, 2002 und 2004 künden. 1998 holte der Verein seinen ersten internationalen Titel im CECAFA Club Cup, im Endspiel wurde Mlandege aus Sansibar mit einem 2:1-Erfolg besiegt. In der Champions League blieb der Klub in seiner Zeit in Kigali ebenso erfolglos wie nach seiner Rückkehr nach Nyanza. Hierfür hatte er sich 2013 als Meister mit fünf Punkten Vorsprung vor dem Police FC qualifiziert. Durch ein Tor von Diarra Ismailla gewann die Mannschaft 2016 im Finalspiel gegen APR FC erneut den Pokal. Auch 2017 wurde man wieder Meister.

## Erfolge
- Ruandischer Meister: 1975, 1981, 1997, 1998, 2002, 2004, 2013, 2017, 2019
- Ruandischer Pokalsieger: 1976, 1979, 1980, 1982, 1989, 1993, 1998, 2003, 2005, 2016, 2023
- Ruandischer Supercupsieger: 2017, 2019, 2023
- CECAFA Club Cupsieger: 1998

## Stadion
Der Verein trägt die meisten seiner Heimspiele im Stade Régional Nyamirambo in Kigali aus. Es hat ein Fassungsvermögen von 22.000 Zuschauern.

## Statistik in den CAF-Wettbewerben
| Jahr                                                  | Runde                                                 |
| CAF Champions League / African Cup of Champions Clubs | CAF Champions League / African Cup of Champions Clubs |
| ----------------------------------------------------- | ----------------------------------------------------- |
| 1982                                                  | Vorrunde                                              |
| 1988                                                  | 1. Runde                                              |
| 1999                                                  | 2. Runde                                              |
| 2001                                                  | Vorrunde                                              |
| 2003                                                  | Vorrunde                                              |
| 2005                                                  | Vorrunde                                              |
| 2014                                                  | Vorrunde                                              |
| 2018                                                  | Erste Runde                                           |
| 2019/20                                               | Vorrunde                                              |
| CAF Confederation Cup                                 |                                                       |
| 2006                                                  | Erste Runde                                           |
| 2008                                                  | Erste Runde                                           |
| 2017                                                  | Zweite Runde                                          |
| 2018                                                  | Viertelfinale                                         |
| CAF Cup                                               |                                                       |
| 1993                                                  | Vorrunde                                              |
| 2002                                                  | Viertelfinale                                         |
| African Cup Winners’ Cup                              |                                                       |
| 1990                                                  | Erste Runde                                           |
| 1994                                                  | Zweite Runde                                          |
| 1996                                                  | Erste Runde                                           |
| 2000                                                  | Zweite Runde                                          |